# Kristina Kristiansen
Kristina Kristiansen (* 13. Juli 1989 in Høje-Taastrup, Dänemark) ist eine dänische Handballspielerin, die beim dänischen Erstligisten Nykøbing Falster Håndboldklub spielt.

## Karriere
Kristiansen begann mit fünf Jahren das Handballspielen bei Roar Roskilde. Im Jahr 2007 wechselte die Rückraumspielerin zu Team Tvis Holstebro. Mit Holstebro stieg sie 2009 in die höchste dänische Spielklasse auf und wurde in der Aufstiegssaison zur Årets Spiller i 1. division gekürt. 2011 stand sie mit TTH im Finale des EHF-Pokals, das gegen den Ligarivalen FC Midtjylland Håndbold verloren wurde. 2013 stand Kristiansen erneut im EHF-Pokalfinale und setzte sich diesmal erfolgreich gegen die französische Mannschaft Metz Handball durch. Im zweiten Finalspiel erzielte sie mit zwölf Treffern die meisten Tore für Holstebro. 2015 errang sie ein weiteres Mal den EHF-Pokal. Seit der Saison 2015/16 steht sie bei Nykøbing Falster Håndboldklub unter Vertrag. Mit Nykøbing Falster gewann sie 2017 die dänische Meisterschaft und 2018 den dänischen Pokal. In der Saison 2022/23 stand sie mit Nykøbing Falster Håndboldklub im Finale der EHF European League.
Kristiansen absolvierte bislang 155 Länderspiele für Dänemark, in denen sie 378 Treffer erzielte. Mit der dänischen Auswahl nahm sie an den Weltmeisterschaften 2009, 2011 und 2013 teil. Kristiansen gewann bei der WM 2013 die Bronzemedaille und erzielte 45 Treffer in neun Partien. Bei der Europameisterschaft 2014 wurde sie in das All-Star-Team des Turniers gewählt. Weiterhin nahm sie an der WM 2015 und EM 2016 teil.
Zuvor gehörte Kristiansen dem Aufgebot der Jugend- und Juniorinnen-Nationalmannschaft an. Sie gewann 2006 die Jugend-Weltmeisterschaft, 2007 die Juniorinnen-Europameisterschaft und wurde 2008 Vize-Weltmeisterin bei den Juniorinnen.

## Privates
Kristiansen hatte im Alter von 18 Jahren ihr Coming-out. Sie war mit der dänischen Handballspielerin Mette Gravholt liiert.